# Jackson Guitars

A Jackson Guitars amerikai elektromos- és basszusgitár gyártó cég. Nevét a cég alapítójáról, Grover Jacksonról kapta. A cég 2002 óta a Fender Musical Instruments Corporation tulajdonában áll. 

## További információ
- Hivatalos oldal